# رفاق سيئين
رفاق سيئين (بالكورية:나쁜 녀석들) دراما أكشن واثارة كورية من بطولة كيم سانغ جونغ وما دونغ سوك وهاي جين بارك وجو دونغ هوك وكانغ أي وون، عرضت على قناة OCN الكورية في 4 أكتوبر 2014 إلى 13 ديسمبر 2014 على 11 حلقة.

## القصة
تدور أحداث الدراما حول محقق يستخدم مجرمين للقبض على مجرمين آخرين في سبيل مكافحة ارتفاع جرائم العنف. يطلب قائد الشرطة من المحقق أوه غوتاك بتشكيل فريق يتكون من مجرمين بعد أن أوقف من قوات الشرطة بسبب استخدامه للقوة المفرطة. من ثم يشكل فريق يتكون من بارك وونغ تشول وهو رجل عصابات ولي جونغ مون وهو أصغر سفاح يملك ذكاءً خارقاً وجونغ تاي سو وهو قاتل مأجور بالإضافة إلى مفتشة الشرطة يومي يونغ والتي تنضم إليهم لتحاول جعل هؤلاء الرجال يعملون جيداً كفريق من خلال التعامل معهم بعقلانية وبعض الأحيان بعاطفية.

## الممثلون
- كيم سانغ جونغ بدور أوه غوتاك.
- ما دونغ سوك بدور بارك وونغ تشول.
- هاي جين بارك بدور لي جونغ مون.
- جو دونغ هوك بدور جونغ تاي سو.
- كانغ أي وون بدور يومي يونغ.

## نسب المشاهدة
| الحلقة              | تاريخ البث          | عنوان الحلقة         | نسبة المشاهدة |
| ------------------- | ------------------- | -------------------- | ------------- |
| 01                  | 2014-10-04          | Crazy Dogs           | 1.25%         |
| 02                  | 2014-10-11          | Outlaw               | 2.17%         |
| 03                  | 2014-10-18          | Human Market         | 2.38%         |
| 04                  | 2014-10-25          | Too Many Bad Guys    | 3.55%         |
| 05                  | 2014-11-01          | Reason for Murder    | 3.78%         |
| 06                  | 2014-11-08          | Desperate Chase      | 3.82%         |
| 07                  | 2014-11-15          | In the Line of Fire  | 3.33%         |
| 08                  | 2014-11-22          | Truth's Shadow       | 3.21%         |
| 09                  | 2014-11-29          | Tropical Night       | 2.93%         |
| 10                  | 2014-12-06          | The Knife Is Dancing | 3.31%         |
| 11                  | 2014-12-13          | Back to the World    | 4.13%         |
| متوسط نسبة المشاهدة | متوسط نسبة المشاهدة | متوسط نسبة المشاهدة  | 3.08%         |

## روابط أضافية
- الموقع الرسمي للدراما نسخة محفوظة 24 سبتمبر 2014 على موقع واي باك مشين. (بالكورية)
- رفاق سيئين على هانسينما
- رفاق سيئين على موقع IMDb (الإنجليزية)
- رفاق سيئين على موقع نتفليكس (الإنجليزية)
- رفاق سيئين على موقع ليتربوكسد (الإنجليزية)
- رفاق سيئين على موقع كينوبويسك (الروسية)
- رفاق سيئين على موقع قاعدة بيانات الفيلم (الإنجليزية)